# ولنهوفریا
ولنهوفریا(نام علمی: Wellnhoferia) نام یک سرده از کلاد پیراپرندگان است.